# Wizz Air
Wizz Air és una aerolínia de baix cost hongaresa amb seu a Budapest, a l'aeroport Ferenc Liszt de Budapest, i amb 17 diferents bases d'operacions a 2013: a Gdańsk, Katowice, Poznań, Varsòvia i Wrocław a Polònia; a Hongria, Budapest; a Bulgària, Sofia; a Romania: Bucarest, Cluj-Napoca, Targu Mures i Timisoara; a Lituània, Vílnius; a Ucraïna, Donetsk i Kíev; a Sèrbia - Belgrad; a la República Txeca - Praga; i a Macedònia del Nord - Skopje.
El grup Wizz Air inclou dues aerolínies operatives: Wizz Air Hungary (amb seu a Budapest, codi "WAH", on el número de vol comença amb W6) i Wizz Air Ukraine (amb seu a Donetsk, codi "WAU", on el número de vol comença amb WU).

## Implantació territorial
El grup ofereix vols per tot Europa i un xic més enllà. Als confins de les seves rutes hi ha destinacions com ara Malta, Làrnaca (Xipre), Kutaisi (Geòrgia), Bakú (Azerbaidjan), Tel-Aviv (Israel), Dubai (Emirats Àrabs Units), Khàrkiv i Donetsk (Ucraïna), Moscou (Rússia), Turku (Finlàndia), Trondheim (Noruega), Glasgow (Escòcia), Liverpool (Anglaterra) i Màlaga (Espanya).
El gruix dels vols són des de punts a Europa del Sud i de l'Est, com també des de diversos punts específics fóra d'aquesta àrea, com ara Londres, Brussel·les, Eindhoven, Dortmund, Oslo, Estocolm, Göteborg i Malmö.

## Destinacions

Destinacions de Wizz Air

A la nostra banda d'Europa (des dels Països Catalans) i a 2013, els vols que ofereix són els següents:
- Des d'Alacant i l'Alger vola a Bucarest (Romania).
- Des de Barcelona arriba a Budapest (Hongria), Gdańsk, Katowice, Poznań i Varsòvia (Polònia), a Vílnius (Lituània), a Arad, Bucarest, Cluj-Napoca, Targa Mures i Timisoara (Romania), a Sofia (Bulgària), a Praga (República Txeca) i a Viena (Àustria).[4]
- Des de Girona vola a Lviv i Kíev (Ucraïna), i a Bucarest (Romania).
- Des de l'aeroport de Palma vola a Budapest (Hongria), i a Bucarest i Cluj-Napoca (Romania).
- Des de l'aeroport de València va a Lviv i Kíev (Ucraïna); a Arad, Cluj-Napoca, Timisoara i Bucarest (Romania); i a Sofia (Bulgària).

A la resta de l'Estat Espanyol, ofereix vols des de Madrid, Màlaga i Saragossa, i a França, només des de París i Grenoble.